# Gräben
Gräben è un comune del Brandeburgo, in Germania.

Appartiene al circondario di Potsdam-Mittelmark ed è parte dell'Amt Ziesar.

## Storia
Nel 2003 venne aggregato al comune di Gräben il comune di Rottstock.

## Geografia antropica

### Suddivisioni amministrative
Il territorio comunale si divide in 2 zone, corrispondenti al centro abitato di Gräben e a 1 frazione (Ortsteil):
- Gräben (centro abitato), con la località:
  - Dahlen
- Rottstock